# K-550 Aleksandr Nevski
K-550 Aleksandr Nevski (rusko АПЛ Александр Невский) je strateška jedrska podmornica razreda Borej Ruske vojne mornarice. Poimenovana je po ruskem svetniku Aleksandru Nevskemu. Projekt je razvil konstruktorski biro Rubin, glavni konstruktor pa je bil Vladimir Anatoljevič Zdornov. Njen gredelj je bil položen 19. marca 2004, splavljena je bila 6. decembra 2010, predaja vojni mornarici pa je bila sprva načrtovana za leto 2012. Podmorniške balistične rakete R-39M, s katerimi naj bi bil razred Borej opremljen, niso bile razvite zaradi splodletelih preizkusov in razred je bil prekonstruiran za novo podmorniško balistično raketo R-30 Bulava. R-30 Bulava je manjša od prvotne rakete R-39M in po podatkih pogodbe START iz leta 2007 naj bi bilo na vseh podmornicah razreda Borej nameščenih po 16 raket, namesto prvotno predvidenih 12.
Aleksandr Nevski je bil predan Ruski vojni mornarici 23. decembra 2013, 30. septembra 2015 pa je prispel na Tihooceansko floto. Je del 25. divizije podmornic v Viljučinsku.
10. oktobra 2016 je izplula poleg majhnega ribiškega čolna in ga skoraj potopila. Ribiča sta podmornico posnela, posnetek pa ja zaokrožil po svetovnem spletu. Novembra 2016 je opravila bojno patruljiranje.
Konec leta 2019 jo je v vaji »zadela« jurišna jedrska podmornica Omsk.
Septembra 2020 je opravila bojno patruljiranje.